# WWF Road to WrestleMania
WWF Road to WrestleMania é um jogo lançado para o console portátil Game Boy Advance pela THQ, baseado na World Wrestling Federation do pay-per-view com o mesmo nome. Foi o primeiro jogo da WWF a ser lançado para o Game Boy Advance. A parte principal do jogo é o modo de temporada, onde os jogadores que vencerem as partidas podem conseguir um combate pelo World Heavyweight Championship.
O jogo foi sucedido pelo WWE Road to WrestleMania X8.

## Lista
| Wrestler         |                         |
| Billy Gunn       | Bradshaw                |
| Bubba Ray Dudley | Chris Benoit            |
| Chris Jericho    | Christian               |
| D-Von            | Eddie Guerrero          |
| Edge             | Faarooq                 |
| Hardcore Holly   | Jeff Hardy              |
| Kane             | Kurt Angle              |
| Matt Hardy       | Raven                   |
| Rikishi          | Stone Cold Steve Austin |
| Tazz             | Triple H                |
| The Undertaker   | William Regal           |
| X-Pac            |                         |